# Lũy Bán Bích

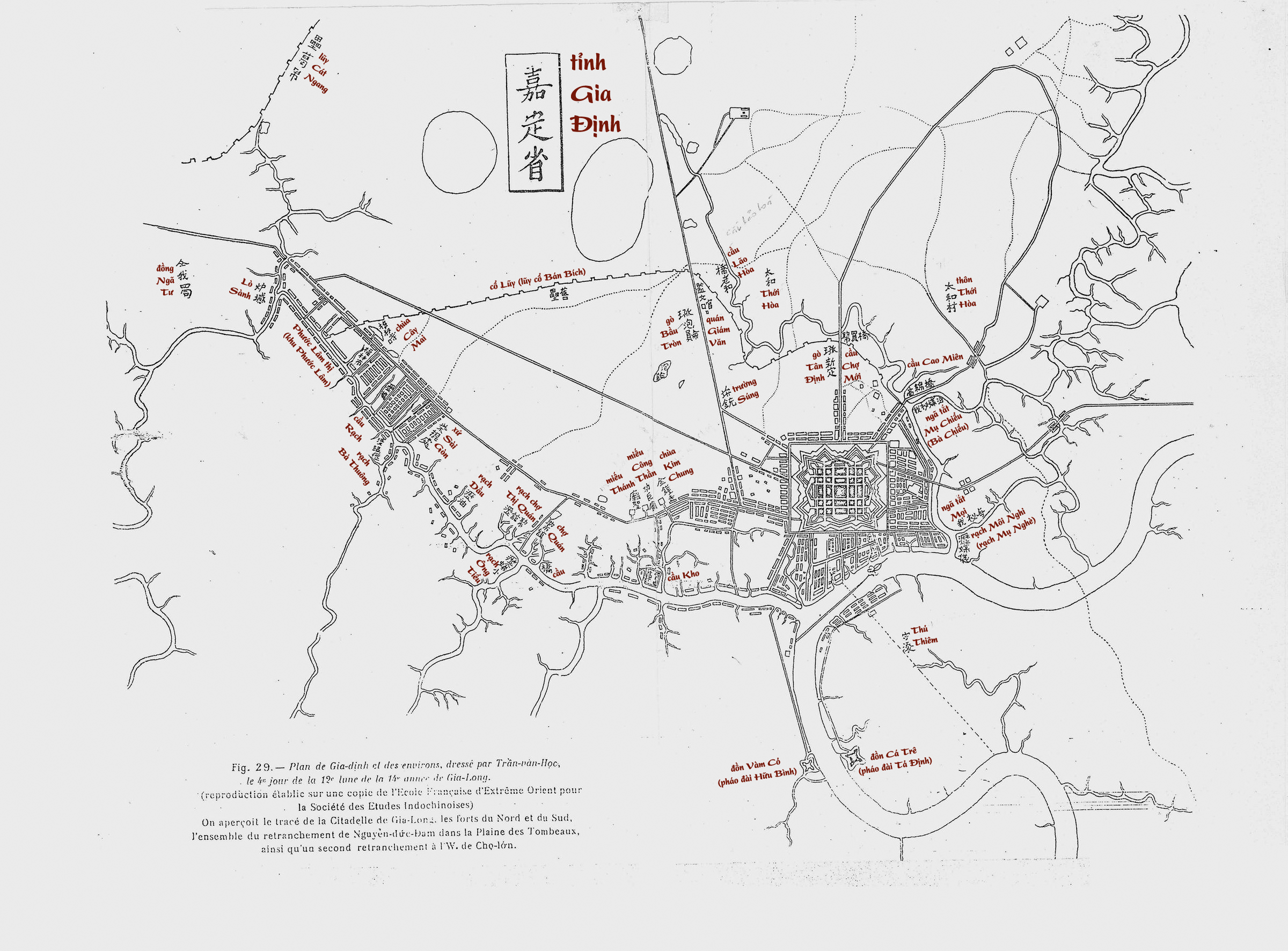
Bản đồ tỉnh Gia Định năm 1815 do Trần Văn Học vẽ (có chú thích các địa danh) thể hiện vị trí của lũy cổ Bán Bích

Lũy Bán Bích là một công trình cổ ở địa giới hai tổng Bình Dương và Tân Long của tỉnh Gia Định xưa. Lũy do Đốc chiến Nguyễn Cửu Đàm chỉ huy xây đắp, hình giống mặt trăng xếp, chỉ nửa vách lũy thôi, nên có tên là Bán Bích.
Lũy dài 8,586 km bao quanh đồn dinh để đề phòng bất trắc.
Đường Lũy Bán Bích hiện nằm tại quận Tân Phú, Thành phố Hồ Chí Minh, nối từ đường Âu Cơ đến đường Kênh Tân Hóa, được mở rộng, xây dựng và hoàn thành năm 2014. Đường vốn là Hương lộ 14 do Thực dân Pháp cho quy hoạch Gia Định từ năm 1915, sau đó được Thành phố Hồ Chí Minh cho đổi tên vào năm 1999.